# توماس بي. كوبيرن
توماس بي. كوبيرن (بالإنجليزية: Thomas B. Coburn)‏ هو مدرس أمريكي، ولد في 1944.